# Doleschalla
Doleschalla är ett släkte av tvåvingar. Doleschalla ingår i familjen parasitflugor.
Kladogram enligt Catalogue of Life:
| Doleschalla | \| \| Doleschalla consobrina \| \| \| \| \| \| Doleschalla cylindrica \| \| \| \| \| \| Doleschalla elongata \| \| \| \| \| \| Doleschalla maculifera \| \| \| \| \| \| Doleschalla makilingensis \| \| \| \| \| \| Doleschalla nigra \| \| \| \| \| \| Doleschalla papua \| \| \| \| \| \| Doleschalla parallela \| \| \| \| \| \| Doleschalla picta \| \| \| \| \| \| Doleschalla solomonensis \| \| \| \| \| \| Doleschalla tenuis \| \| \| \| |
|             | \| \| Doleschalla consobrina \| \| \| \| \| \| Doleschalla cylindrica \| \| \| \| \| \| Doleschalla elongata \| \| \| \| \| \| Doleschalla maculifera \| \| \| \| \| \| Doleschalla makilingensis \| \| \| \| \| \| Doleschalla nigra \| \| \| \| \| \| Doleschalla papua \| \| \| \| \| \| Doleschalla parallela \| \| \| \| \| \| Doleschalla picta \| \| \| \| \| \| Doleschalla solomonensis \| \| \| \| \| \| Doleschalla tenuis \| \| \| \| |
|             | Doleschalla consobrina |
|             | |
|             | Doleschalla cylindrica |
|             | |
|             | Doleschalla elongata |
|             | |
|             | Doleschalla maculifera |
|             | |
|             | Doleschalla makilingensis |
|             | |
|             | Doleschalla nigra |
|             | |
|             | Doleschalla papua |
|             | |
|             | Doleschalla parallela |
|             | |
|             | Doleschalla picta |
|             | |
|             | Doleschalla solomonensis |
|             | |
|             | Doleschalla tenuis |
|             | |